# Belica (Međimurska županija)
Belica (mađarski: Belica) je općina u središnjem dijelu Međimurske županije, u čiji sastav ulaze tek dva naselja, to su Belica i Gardinovec. Cijelo područje ratarski je kraj orijentiran na proizvodnju krumpira.

## Općinska naselja
Općina se sastoji od tek 2 naselja, to su: Belica i Gardinovec.

## Stanovništvo
Po popisu stanovništva iz 2011. godine, općina Belica je imala 3176 stanovnika raspoređenih u 2 naselja:

### Popis 2011.
Broj stanovnika: 3176
- Belica – 2208
- Gardinovec – 896

### Popis 2001.
Broj stanovnika: 3509
- Belica – 2509
- Gardinovec – 1000

Nacionalni sastav:
- Hrvati – 3452 (98,38)
- Slovenci – 7 (0,20)
- Albanci – 6 (0,17)
- Romi – 6 (0,17)
- Rusi – 3
- Srbi – 3
- Mađari – 1
- Nijemci – 1
- Ukrajinci – 1
- ostali – 14 (0,40)
- neopredijeljeni – 7 (0,20)
- nepoznato – 8 (0,23)

| broj stanovnika | 1856  | 2097  | 2366  | 2649  | 2710  | 2963  | 3378  | 3641  | 4062  | 4112  | 3951  | 3740  | 3664  | 3635  | 3509  | 3176  | 2822  |
|                 | 1857. | 1869. | 1880. | 1890. | 1900. | 1910. | 1921. | 1931. | 1948. | 1953. | 1961. | 1971. | 1981. | 1991. | 2001. | 2011. | 2021. |

{{Kretanje broja stanovnika |popisi=HRV |upisano=2022-09-24 |područje=Naselje Belica |p1857=905 |p1869=1046 |p1880=1264 |p1890=1381 |p1900=1464 |p1910=1562 |p1921=1887 |p1931=2042 |p1948=2371 |p1953=2413 |p1961=2482 |p1971=2329 |p1981=2377 |p1991=2498 |p2001=2509 |p2011=2278 |p2021=2038 |izvori=Publikacije Državnog zavoda za statistiku Republike Hrvatske.

## Poznate osobe
- Mihajlo Bučić, ovdje je bio katolički svećenik, ranije se prekrstio na kalvinsku vjeru i preveo protestantski Novi zavjet na kajkavsko narječje hrvatskog jezika
- Danijel Pozvan, dirigent i glazbenik

## Kultura
- Spomenik krumpiru, podignut 26. kolovoza 2007.

## Šport
- NK BSK Belica

## Vanjske poveznice
Općina Belica